# Andreea Esca
Andreea Esca (nume complet Andreea Ioana Esca Eram; n. 29 august 1972, București, România) este o jurnalistă română, care activează în calitate de realizator-prezentator în cadrul Știrilor Pro TV. Este realizatoarea emisiunii La Radio, de la Europa FM.

## Biografie
Andreea Esca s-a născut pe 29 august 1972 în București, în familia lui Dumitru și Lucia Esca. După școala generală a fost elevă la Colegiul Național „Gheorghe Lazăr” din București. A făcut studii universitare și postuniversitare la Școala Superioară de Jurnalistică. A urmat programe de pregătire profesională la: Centrul pentru Jurnalism Independent (Praga), CNN Atlanta (SUA) și în Atena, Grecia (1994).
Andreea Esca se identifică cu Pro TV, alături de care și-a început cariera la 1 decembrie 1995, printr-un salut rămas celebru, „Bună seara România, bună seara București! Sunt Andreea  Esca. PRO TV te salută! ”. Celebra prezentatoare și-a început cariera la SOTI, la începutul anilor '90. Andreea Esca a prezentat, constant, Știrile Pro TV de la ora 19.00, de la înființarea Pro TV, cu mici întreruperi datorate doar concediilor de maternitate sau de odihnă.
Andreea Esca este cea mai longevivă prezentatoare de știri din România, având o carieră de aproape 30 de ani de prezentatoare de știri pentru postul de televiziune Pro TV.
Debutul ei a avut loc în ianuarie 1992, când, la sfatul unui prieten, s-a prezentat la interviul pentru postul de prezentator de știri al postului SOTI. Chiar dacă nu avea experiență în domeniu Andreea s-a descurcat foarte bine la interviu și din următoarea zi a fost desemnată să prezinte știrile pentru această televiziune.
Din acel moment a început pregătirea profesională propriu-zisă a Andreei Esca în domeniul jurnalisticii, a urmat multă muncă și cercetare de teren și un stagiu la CNN. Experiența acumulată la CNN nu se poate compara cu ceea ce învăța un jurnalist pe băncile facultății. În timpul stagiului la CNN, Andreea a văzut pentru prima dată cum funcționează o redacție de știri, cum arată un prompter și a făcut cunoștință cu întreaga tehnologie folosită pentru a realiza și prezenta un program de știri de calitate.
La terminarea stagiului de la CNN, Andreea s-a întors în România. A declarat că ar fi putut să rămână să lucreze pentru CNN, dar nu putea sta departe de țară și de familie. După întoarcerea în România, Andreea Esca a acceptat oferta Pro TV-ului de editor-prezentator știri.
Cariera Andreei Esca și realizările sale sunt impresionante: a fost numită de două ori „Femeia anului”, a câștigat în fiecare an premiul pentru cel mai bun prezentator din România și a fost declarată cel mai bun om de televiziune.
De-a lungul carierei s-a implicat în numeroase campanii de binefacere, fiind membră a fundației „Renașterea” din anul 2001.
Face parte din echipa de reporteri „CNN World Report”, astfel încât activitatea sa de prezentator TV nu s-a oprit doar pe teritoriul României, Andreea realizând transmisiuni în direct din Paris, Madrid, Helsinki, Varșovia și SUA.
Ca reporter a transmis în direct din: SUA, Paris, Madrid, Helsinki, Varșovia.
Andreea Esca a condus timp de 10 ani revista The ONE. Ea este și fondatoarea publicației A list magazine (2016), inițial un site pentru femei, iar mai apoi și o revistă.
Este căsătorită cu Alexandre Eram și are doi copii: Alexia și Aris. Soțul său este născut în Statele Unite, mama lui fiind franțuzoaică, iar tatăl armean, de profesie arhitect.

## Publicații
- Bună seara România, Bună seara București, Editura PRO, 2002
- Ce-am făcut când am tăcut, Editura Humanitas, 2014 (autobiografie)[6]

## Premii
De-a lungul carierei a obținut o serie de premii, precum:
- „Premiul pentru cel mai bun prezentator de știri” (2001, 2002, 2003)
- Premiul „Femeia Anului 2003” organizat de revista Avantaje (2003)
- Premiul CNA (2002)
- „Cel mai iubit om de televiziune” (2003)
- „Premiul de excelență” al TV Mania (2008)
- Ordinul Național de Merit (Franța) în grad de Cavaler, conferit în 2018 la Ambasada Franței[7]